# Gojeno meso
Gojêno mesó (poznano tudi kot umetno, sintetično, kultivirano, in vitro) je meso, pridobljeno z gojenjem živalskih celic in vitro. Gre za obliko celičnega kmetijstva.
Gojeno meso se proizvaja z uporabo tehnik tkivnega inženirstva, ki so bile pionirsko razvite v regenerativni medicini. Jason Matheny je koncept populariziral v začetku leta 2000, ko je bil soavtor članka o proizvodnji gojenega mesa in ustanovil New Harvest, prvo neprofitno organizacijo na svetu, ki se ukvarja z raziskavami mesa in vitro.